# Sacrow (Potsdam)
Sacrow è un quartiere della città tedesca di Potsdam.